# Лечителят (филм, 1992)
„Лечителят“ (на английски: Medicine Man) е американски драматичен филм от 1992 година на режисьора Джон Мактиърнън.

## Сюжет
Внимание:  Текстът по-долу разкрива сюжета на произведението (или части от него)!
Д-р Робърт Кембъл, който е посветил живота си на намирането на лек за рака, се озовава в джунглата на Амазонка. Без връзка с външния свят, той търси панацея за смъртоносна болест в тези непроходими гори. Компанията, която спонсорира изследванията на Кембъл, изпраща жена лекар, Рей Крейн, в джунглата, за да проучи ситуацията и да разбере какво се случва.

## Актьорски състав
| Актьор       | Роля                   |
| ------------ | ---------------------- |
| Шон Конъри   | д-р Робърт Кембъл      |
| Лорейн Брако | д-р Рей Крейн          |
| Хосе Уилкър  | д-р Мигел Орнега       |
| Хосе Лават   | правителствен чиновник |